# Voglite
La voglite è un minerale.